# Manuel Baquedano

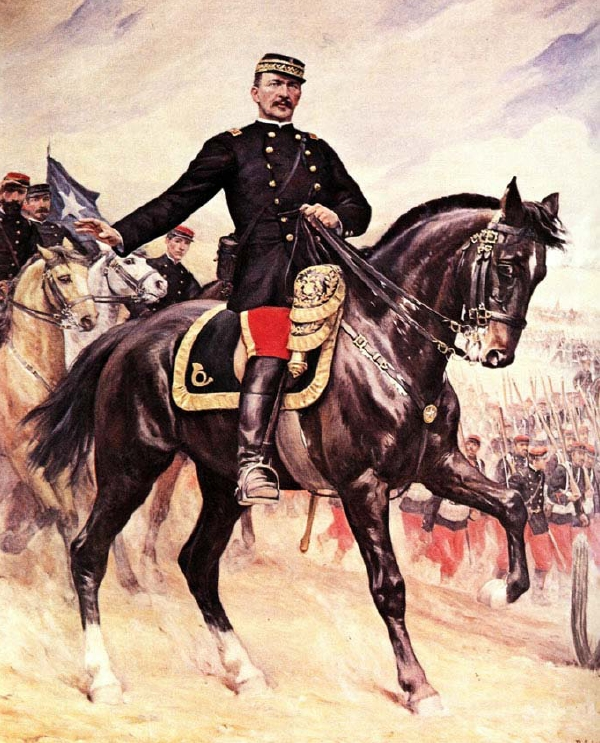
Manuel Baquedano na koniu – obraz autorstwa Pedro Subercaseaux Errázuriza

Manuel Jesús Baquedano González (ur. 1 stycznia 1823 w Santiago, zm. 30 września 1897 w Santiago) – chilijski generał, bohater wojny o saletrę.
Urodził się jako syn Fernando Baquedano Rodrigueza (generała z czasów wojny o Niepodległość Chile) i Teresy González de Labra y Ros. Uczył się w szkole prowadzonej przez duchownego Juana de Dios Romo i Instytucie Narodowym w Santiago. Kiedy miał 15 lat wybuchła Wojna konfederacji peruwiańsko-boliwijskiej z Chile. Opuścił wówczas dom i wstąpił w szeregi oddziałów wyruszających na front. Uczestniczył w bitwie pod Yungay w 1839 r. i w wieku 16 lat został mianowany oficerem.
Po zakończeniu wojny uzupełnił swoją edukację wojskową. W 1850 r. został kapitanem. W 1851 r. uczestniczył w rewolucji po stronie rządu. W 1854 r. odszedł z czynnej służby po buncie w podległych mu oddziałach w La Frontera. Osiadł wówczas w małej hacjendzie w okolicach miasta Los Ángeles. Już w rok później powrócił jednak w szeregi armii zostając adiutantem komendanta garnizonu w Valparaíso. Wkrótce przeniesiono go na podobne stanowisko w Arauco. Z czasem powierzono mu też dowództwo milicji obywatelskiej miasta Arauco.
W latach 1855–1869 zarządzał hacjendą, która stała się nowoczesnym gospodarstwem rolno-hodowlanym. Do czynnej służby wojskowej wrócił w 1859 r., kiedy to rząd powierzył mu tłumienie rewolucji w Concepción. Następnie tłumił rewolty Indian dowodzonych przez Quilapána i innych kacyków. Później powierzono mu dowództwo pułku Cazadores a Caballo, którym dowodził kiedyś jego ojciec. W 1870 r. został awansowany na stopień pułkownika, a w pięć lat później został dowódcą Gwardii Narodowej i komendantem stołecznego garnizonu.

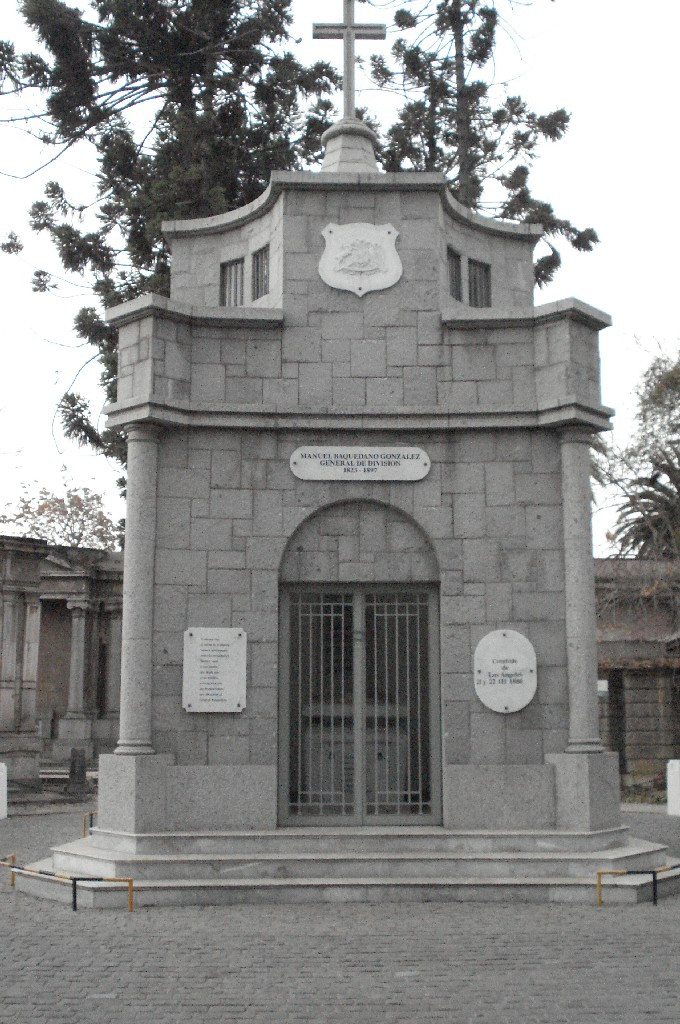
Grobowiec Manuela Baquedano na Cmentarzu Generalnym w Santiago

W 1876 r. otrzymał nominację na generała brygady. Po wybuchu wojny o Pacyfik został dowódcą kawalerii. Wkrótce potem – po rezygnacji generała Erasmo Escali – został naczelnym wodzem armii chilijskiej. Udało mu się pokonać siły peruwiańskie i boliwijskie oraz zająć stolicę Peru – Limę. Sam Baquedano – który towarzyszył wojskom na froncie – wrócił do Chile kiedy rząd Anibala Pinto podjął decyzję o wycofaniu większości wojsk z Peru motywowaną brakiem funduszy na ich utrzymanie. Wydarzenie to upamiętnia pieśń Los viejos estandartes pełniąca obecnie funkcję hymnu armii chilijskiej. Uroczyste powitanie miało miejsce w Valparaíso a potem w Santiago – na cześć bohatera wzniesiono łuki triumfalne. Konserwatyści i część liberałów zaproponowali mu kandydowanie na prezydenta, jednak odrzucił tę ofertę. Był senatorem z okręgu Santiago i Colchagua. W 1889 r. został wysłany z misją dyplomatyczną do Europy. Podczas chilijskiej wojny domowej w 1891 r. nie był zaangażowany po żadnej ze stron, jednak to właśnie jemu Manuel Balmaceda powierzył tymczasowe pełnienie funkcji prezydenta. Zmarł w swoim domu w Santiago 30 września 1897 r. Spoczywa na Cmentarzu Generalnym w Santiago.